# Bodensee (Göttingen)
Bodensee est une municipalité allemande du land de Basse-Saxe et l'arrondissement de Göttingen.